# پسح (فیلم)
پسح (عید آزادی)، فیلم مستندی است از منوچهر طبری محصول سال ۱۳۶۶ صدا و سیمای جمهوری اسلامی ایران. این فیلم که به‌صورت  ۱۶ میلی‌متری، رنگی و به مدت ۳۰ دقیقه ساخته شده است دربارهٔ پسح یا عید فطیر در آیین یهودی است.

## داستان
پسح بزرگترین عید یهودیان است که به مدت هشت روز برگزار می‌شود. این عید مربوط است به رخدادهای خروج از مصر. پسح بیشتر ممنوعیت معنا می‌دهد. زیرا یهودیان براساس تعالیم کتب پیشین از خوردن نان در این مدت منع شده‌اند و فطیر می‌خورند که نانی از خمیرِ ورنیامده است. چون یهودیان هنگامی که حضرت موسی به آنها دستور خروج از مصر را داد بی‌آن‌که فرصت نان پختن داشته باشند، فطیرها را برداشته، به راه افتادند.
فیلم پسح به شب اول و دوم می‌پردازد که در یک خانه روی می‌دهد. خانواده گرد سفره نشسته‌اند و رخداد خروج از مصر رنج‌های ملت یهود را روایت می‌کنند. این وصف عبارتست از رنج‌های ملت در طول چهارصد و ده‌سال پیش از حضرت موسی و وصف مبارزهٔ موسی با فرعون و وقوع هفت حادثه: خون شدن رود نیل، آمدن قورباغه، آمدن شپش، آمدن تگرگ، آمدن ملخ، آمدن تاریکی، از بین رفتن نخست زاد مصریان. پس از این، فرعون به خروج یهودیان رضایت می‌دهد و پس از هفته‌ای پشیمان می‌شود و ملت یهود را تا دریای سرخ تعقیب می‌کند و با یارانش در دریای شکافته شده غرق می‌شود. در این مراسم خداوند ستایش می‌شود (و برکت‌دادن یعنی ستایش‌کردن خداوند) بعد زمین و درخت و هر آنچه در سفره است برکت داده می‌شود. یعنی از خداوند و منشأ تولید تشکر می‌شود.

## پی‌نوشت
1. ↑  «فیلم‌شناسی مستند دینی ایران (۱۲۷۹-۱۳۷۵)، پیمان اسحاقی، پایگاه خیمه - ۲۲ تیر ۱۳۸۸ - ساعت ۱۲:۳۷». بایگانی‌شده از اصلی در ۲۵ اوت ۲۰۱۰. دریافت‌شده در ۲۰ اوت ۲۰۱۱.
2. ↑  «مستندساز عرصه‌ی فرهنگ-صنعت: درباره‌ی شادروان منوچهر طبری، محمد تهامی‌نژاد، انسان‌شناسی و فرهنگ، چهارشنبه، ۴ اسفند ۱۳۸۹— ۰۰:۳۰». بایگانی‌شده از اصلی در ۱۳ اوت ۲۰۱۱. دریافت‌شده در ۲۰ اوت ۲۰۱۱.